# شوگو تومی‌یاما
شوگو تومی‌یاما (انگلیسی: Shōgo Tomiyama؛ زادهٔ ۲۷ فوریهٔ ۱۹۵۲) تهیه‌کننده فیلم، و فیلم‌نامه‌نویس اهل ژاپن است.